# Вербенский, Михаил Георгиевич
Михаил Георгиевич Вербенский (укр. Вербенський Михайло Георгійович; род. 1 января 1956, село Поповка Новгород-Северского района Черниговской области) — генерал-полковник украинской милиции, доктор юридических наук, профессор.

## Образование
1986 — окончил Высшее политическое училище имени 60-летия ВЛКСМ МВД СССР.
1992 — окончил Академию МВД РФ (адъюнктуру)
1992 — получил степень кандидата юридических наук
2004 — получил ученое звание доцента
У 2010 — получил ученую степень доктора юридических наук
У 2012 — получил ученое звание профессора

## Трудовая деятельность
1974—1976 — служба в Вооруженных силах
В 1976—1982 — работал в отделе внутренних дел Черниговского горисполкома УВД Черниговской области
1982—1986 — слушатель Высшего политического училища им. 60-летия ВЛКСМ МВД СССР
1986—1989 — работал в УВД Черниговского облисполкома
1989—1992 — адъютант кафедры криминологии и организации профилактики преступлений Академии МВД РФ. После учёбы возвращается в УВД Черниговской обл. (1992—1995)
В 1995—1997 — заместитель начальника управления правового обеспечения — начальник отдела подготовки проектов ведомственных нормативных актов Штаба МВД Украины
В 1997—1998 — заместитель начальника Главного штаба — начальник управления правового обеспечения МВД Украины
В 1998—2001 — первый заместитель начальника Главного штаба МВД Украины
В 2001—2003 — заместитель Главы государственного департамента Украины по вопросам исполнения наказаний
В 2003—2005 — первый заместитель Главы государственного департамента Украины по вопросам исполнения наказаний в связях с Верховной Радой Украины
В 2005—2007 — Заместитель Министра внутренних дел Украины — начальник Главного штаба
В 2007 году — советник Министра внутренних дел Украины
В 2007—2010 — Заместитель Министра внутренних дел Украины — начальник Главного штаба
В 2010—2014 — начальник Государственного научно-исследовательского института Украины
В 2014—2015 — начальник Главного штаба МВД Украины
В 2015—2018 — директор Департамента аналитической работы и организации управления МВД Украины
С сентября 2018 года — член Центральной избирательной комиссии Украины

## Награды
В 2002 году награждён Грамотой Верховной Рады Украины «За заслуги перед Украинским народом».
В 2005 году присвоено почетное звания заслуженный юрист Украины.
Автор около 150 публикаций, в том числе монографий и учебных пособий.
Основные направления научной деятельности: криминология, уголовно-исполнительное право, управление в правоохранительных органах, правовое обеспечение деятельности правоохранительных органов, криминологические проблемы противодействия преступности, социальные последствия преступности.